# Lola Bobescu
Lola Bobescu (Lola Violeta Ana-Maria Bobescu) (n. 9 august 1921, Craiova, România – d. 4 septembrie 2003, Sart-lez-Spa⁠(d), Valonia, Belgia) a fost o violonistă și profesoară de vioară originară din România.

## Biografie

### Educație
Studiile muzicale le-a început de la vârsta de 5 ani cu tatăl său, compozitorul și dirijorul Aurel Bobescu,  continuându-le la École Normale de Musique din Paris (1928-1935), cu Marcel Chailley (vioară) și la Conservatoire National de Musique din Paris (1931-1935), cu Jules Bucherit, obținând la absolvire "Prix d'Excellence". A luat lecții particulare de vioară și cu George Enescu și cu Jacques Thibaud.

### Activitate
După ce a debutat la vârsta de 6 ani în Craiova, într-un recital de vioară acompaniată la pian de Aurel Bobescu, stârnind senzație, Lola Bobescu a cucerit o faimă internațională la 17 ani, apărând la Paris (1936) cu orchestra Colonne sub bagheta lui Paul Paray, unde a interpretat Concerto roumain de Stan Golestan.
Solistă-concertistă timp de peste 60 de ani, Lola Bobescu s-a situat printre violoniștii români cu cea mai solidă carieră artistică. Era nepoata lui Constantin Bobescu - violonist, dirijor, compozitor și a lui Emil Bobescu - fost director al Teatrelor Naționale din București, Craiova și Iași. Stabilită în Belgia, a fondat și a condus formațiile Solistes de Bruxelles- actuala L'Orchestre de Wallonie din Liège și Cvartetul de coarde L'Arte del Suono din Bruxelles (1990).
Paralel cu activitatea solistică, Lola Bobescu a desfășurat o fructuoasă activitate pedagogică, fiind profesoară de vioară la Conservatorul din Liège (1962-1974) și la Conservatorul regal din Bruxelles. A făcut parte din juriul concursurilor internaționale de vioară "Reine Elisabeth de Belgique" (1971 și 1993).
Lola Bobesu a colaborat cu marile ansambluri orchestrale ale lumii, precum Filarmonicile din Berlin și Londra, orchestrele franceze Colonne, Pasdeloup și Lamoureux, orchestra Concertgebouw din Amsterdam, La Suisse Romande din Geneva, orchestra Academiei Santa Cecilia din Roma  ș.a. A concertat și în recitaluri de muzică de cameră, fiind adesea acompaniată de pianistul Jacques Genty.
Deși stabilită în străinătate încă înainte de încheierea celui de-al doilea război mondial, Lola Bobescu a revenit în România cu regularitate, apărând în concerte cu orchestrele Filarmonicii și Radio din București, precum și în provincie la Craiova, Brașov, Iași, Timișoara etc.
Violonistă de excepțională forță artistică, în ciuda fizicului delicat, Lola Bobescu a îmbinat cu echilibru virtuozitatea tehnică cu simplitatea și austeritatea interpretativă. Puritatea expresiei lirice, claritatea intonației, comunicativitatea caldă a frazării muzicale, originalitatea concepției interpretative au situat-o pe Lola Bobescu în fruntea ierarhiei violonisticii feminine internaționale. A înregistrat discuri la casele Electrecord, Decca, Columbia, Nippon Program, Arcophon etc.

## In memoriam
În Bruxelles există o stradă care se numește 'Lola Bobescu' și este situată în cartierul Woluwe - Sint - Lambert.